# Patrick Cooney
Patrick Cooney (n. 2 martie 1931, Baile Átha Cliath, Statul Liber Irlandez) este un om politic irlandez, membru al Parlamentului European în perioada 1989-1994 din partea Irlandei.
1. 1 2 3 4 5 6 7   https://www.oireachtas.ie/en/members/member/Patrick-Mark-Cooney.D.1970-04-14 Lipsește sau este vid: |title= (ajutor)